# Tamzin Outhwaite
Tamzin Outhwaite, född 5 november 1970 i Ilford, Essex, är en brittisk skådespelerska. Vid 12 års ålder började hon i teatersällskapet Stagestruck Theatre Company i Ilford. 1986 lämnade Outhwaite skolan för att studera dans och drama vid London Studio Centre i London. Mest känd är hon sannolikt för sin roll i EastEnders och i Red Cap. 